# Bren
Súng máy Bren, thường được biết với tên gọi Bren Gun (hay đơn giản là Bren). Nó là một loại súng máy hạng nhẹ, súng trung liên được quân đội Anh sử dụng trong suốt thế chiến thứ hai, chiến tranh Triều Tiên và chiến tranh Đông Dương. Nó được thiết kế vào năm 1935 bởi tập thể các kĩ sư của Royal Small Arms Factory. Súng được thiết kế dựa trên mẫu ZB vz. 26 danh tiếng của tập đoàn Zbrojovka Brno của Tiệp Khắc.
Trước và sau khi thế chiến thứ hai diễn ra, có nhiều nước trên thế giới đã mua rất nhiều súng Bren để trang bị cho quân đội của họ, nhưng chủ yếu là những nước "bạn thân" của nước Anh. Súng Bren cũng phục vụ một thời gian dài trong biên chế của Quân đội Nhân dân Việt Nam. Quân ta dùng nó làm nhiều vai trò khác nhau, quân ta tịch thu súng này từ quân đội Pháp và Quân đội Anh trong Chiến tranh Đông Dương, nó được bộ đội ta đặt cho biệt danh là "trung liên đầu bạc", "FM đầu bạc",... bởi vì nó có cái nòng màu bạc khác hẳn các khẩu trung liên khác. Đến những năm 1960, khi Quân đội Hoa Kỳ xâm lược nước ta, nó được quân ta dùng làm súng phòng không, súng bắn chặn,...

## Lịch sử phát triển
Khi kết thúc Chiến tranh thế giới thứ nhất năm 1918, Quân đội Anh được trang bị hai vũ khí tự động chính: Súng máy Vickers và Súng máy Lewis. Vickers rất nặng và cần một lượng nước (4 lít) để làm mát nòng súng, điều này có xu hướng đưa nó trở lại phòng thủ thụ động và hỗ trợ hỏa lực gián tiếp. Lewis, mặc dù có khối lượng nhẹ hơn so với súng máy Vicker, nhưng vẫn nặng và dễ bị kẹt đạn, nòng súng của nó không thể thay thế trên thực địa, điều đó có nghĩa là việc bắn liên tục dẫn đến nóng nòng cho đến khi nó hỏng hẳn.
Năm 1922, Ủy ban vũ khí cầm tay của Quân đội Anh đã tiến hành các thử nghiệm để tìm súng thay thế cho Lewis, giữa Madsen, Súng máy hạng nhẹ M1918 Browning (BAR), Hotchkiss, Beardmore-Farquhar và chính Lewis. Mặc dù BAR được khuyến nghị, số lượng súng Lewis lại có sẵn và điều kiện tài chính khó khăn có nghĩa là không có gì được thực hiện. Nhiều mẫu súng máy hạng nhẹ mới đã được thử nghiệm khi chúng trở nên phổ biến, và vào năm 1930, một loạt các thử nghiệm mở rộng khác đã được bắt đầu, được giám sát bởi Frederick Hubert Vinden. Lần này các vũ khí được thử nghiệm bao gồm: SIG Neuhausen KE7, Vickers-Berthier và ZB vz.26 của Tiệp Khắc. Vickers-Berthier sau đó đã được Quân đội Ấn Độ sử dụng vì nó có thể được sản xuất ngay lập tức, thay vì chờ quá trình sản xuất Lewis của Anh kết thúc. Nó cũng được sử dụng rộng rãi trong Thế chiến II.
Sau những thử nghiệm này, Quân đội Anh đã sử dụng súng máy hạng nhẹ ZB vz.26 của Tiệp Khắc được sản xuất tại Brno vào năm 1935, mặc dù là một mẫu được sửa đổi một chút là ZB vz.27, thay vì ZB vz.26 đã được đệ trình cho các thử nghiệm. Thiết kế đã được sửa đổi theo yêu cầu của Anh theo chỉ định mới là súng máy ZGB 33, sau đó được cấp phép cho sản xuất của Anh dưới tên Bren. Những thay đổi chính là ở hộp tiếp đạn và nòng súng và cụm kẹp súng phía dưới đi từ khung kẹp xoay ở mặt trước của bộ phận bảo vệ cò súng sang khung kẹp trượt bao gồm giá đỡ ba chân phía trước và chốt an toàn. Băng đạn đã được uốn cong để cung cấp đạn.303 SAA ("Đạn dược vũ khí cầm tay"), một sự thay đổi từ các hộp mực thiết kế không có vành khác nhau như đạn Mauser 8 mm trước đây được sử dụng bởi các thiết kế của Tiệp Khắc. Những sửa đổi này đã được phân loại trong các biến thể được đánh số khác nhau gồm ZB vz.27, ZB vz.30, ZB vz.32, và cuối cùng là ZGB 33, được cấp phép sản xuất dưới tên Bren.
Bren dùng băng đạn rời 30 viên, làm giảm tốc độ bắn và yêu cầu nạp lại thường xuyên hơn so với súng máy dùng dây đạn của Anh như súng máy Vickers. Tốc độ bắn chậm hơn ngăn chặn nóng quá nhanh của nòng làm mát bằng không khí của Bren. Bren nhẹ hơn nhiều so với súng máy dây đạn, thường có ngăn làm mát, thường chứa đầy chất lỏng. Các băng đạn cũng ngăn không cho đạn bị bẩn, đó là vấn đề với Vickers với dây đạn vải 250 viên. Các điểm ngắm được đặt lệch về bên trái, để tránh băng đạn trên đỉnh của súng. Vị trí của các điểm ngắm có nghĩa là Bren chỉ có thể bị bắn từ vai phải.

## Các biến thể
- Mark 1: Được giới thiệu vào tháng 9/1937; bản nguyên mẫu của Bren, dựa trên mẫu súng của Tiệp Khắc. Tổng chiều dài 45.5 inch, cỡ nòng 25 inch. Nặng 22 lb, 2oz.
- Mark 2: Được giới thiệu vào năm 1941. Một phiên bản đơn giản hóa của Mk1 phù hợp hơn với điều kiện sản xuất thời chiến với các tính năng thiết kế ban đầu sau đó bị phát hiện là không cần thiết. Chiều dài tổng thể 45,5 inch, chiều dài thùng 25 inch. Trọng lượng 23 lb, 3oz.
- Mark 3: Một khẩu Bren ngắn hơn và nhẹ hơn do Enfield sản xuất từ năm 1944 cho mặt trận phía Đông và cho Lực lượng Nhảy dù. Súng này tương tự với Mk2 nhưng với các tính năng trọng lượng nhẹ của Mk1 đời đầu. Với đặc điểm phân biệt chính là nòng ngắn hơn và có răng cưa ở phía đầu nòng. Chiều dài tổng thể 42,9 inch, chiều dài thùng 22,25 inch. Trọng lượng 19 lb, 5oz.
- Mark 4
- L4: Biến thể được thiết kế năm 1958 sử dụng đạn 7.62mm NATO
- Taden: Biến thể sử dụng đạn .280 British
- Biến thể bán tự động được chế tạo ở Hoa Kỳ

## Những phiên bản khác
- Bren, .303 British 100 Round Drums

## Thông số kỹ thuật
- Khối lượng: Tùy từng biến thể
- Chiều dài: Tùy từng biến thể
- Đạn: .303 British, 7.92x57mm Mauser, 7.62x51mm NATO
- Cơ cấu hoạt động: Trích khí,Khóa nòng chèn nghiêng
- Tốc độ bắn: 500-520 viên/phút
- Vận tốc mũi: 2440 foot/giây (743,7 m/giây)
- Tầm bắn xa nhất: 1691 m
- Chế độ nạp: Băng đạn cong 30 viên, Băng đạn thẳng 20 viên, Ổ đạn 100 viên (giống súng máy Lewis)
- Ngắm bắn: Điểm ruồi

## Các quốc gia sử dụng
- Vương quốc Liên hiệp Anh và Bắc Ireland : Chủ nhà Tự thiết kệ kế tự chế tạo và tự Sản xuất ra
- Tiệp Khắc : Tự thiết kế và tự sản xuất ra
- Đế quốc Nhật Bản
- Nhật Bản
- Đức Quốc xã : Tịch thu từ quân đội Anh trong Thế chiến 2, được gọi là 7,7mm Leichtes Mg(Maschinengewehr) 138 (e)
- Úc
- Israel
- Bồ Đào Nha
- Macao
- Pháp
- Việt Nam Dân chủ Cộng hòa[1]
- Cộng hòa Miền Nam Việt Nam
- Việt Nam
- Bulgaria : Nhận được những khẩu Bren do Tiệp Khắc thiết kế, sử dụng loại đạn 8×56mmR và được gọi là Kartenice 39
- Hàn Quốc
- Cộng hòa Dân chủ Nhân dân Triều Tiên
- Trung Quốc : Được hổ trợ trong thời kỳ Quốc-Cộng hợp tác và Tịch thu từ lực lượng Quốc dân đảng trong Nội chiến Trung Quốc và được dùng trong chiến tranh Triều Tiên, được sửa đổi để dùng đạn 7,62×39mm và gắn băng đạn cong 30 viên của AK-47
- Hà Lan
- New Zealand
- Canada
- Ai Cập
- Philippines
- Scotland
- Ireland
- Ấn Độ
- Sri Lanka
- Indonesia
- Malaysia
- Na Uy : Sau chiến tranh
- Bỉ
- Luxembourg
- Đan Mạch : Sau chiến tranh
- Liên Xô : Nhận được từ Anh trong kế hoạch Lend-Lease
- Nam Phi

### Quốc gia từng sử dụng và quốc gia không tồn tại
- Liên bang Đông Dương
- Quốc gia Việt Nam
- Việt Nam Cộng hòa